# Jihlava (nádraží)
Jihlava (do roku 1945 též v němčině Iglau) je železniční stanice v Jihlavě, krajském městě Kraje Vysočina, které se nachází na zemské hranici Čech a Moravy na řece Jihlava. Stanice je elektrizovaná (25 kV, 50 Hz AC).

## Historie
Stanice byla prvním nádražím, které v Jihlavě vzniklo, jakožto součást železničního spojení Vídně přes Znojmo, Německý Brod, Kutnou Horu a Kolín. Investorem a provozovatelem byla Rakouská severozápadní dráha (Österreichische Nordwestbahn, ÖNWB), projektu se ujal dvorní architekt této společnosti, vídeňský inženýr Carl Schlimp. Stavební práce započaly v dubnu 1870, první zkušební vlak přijel na jihlavské nádraží 21. prosince téhož roku. 
Po svém dokončení patřila budova k těm největším na tratích ÖNWB. Přijímací budova byla podsklepená (celkem 23 sklepů). V přízemí byla prostorná vstupní hala s dvěma výdejními pokladními okénky a s dřevěným stánkem trafiky. Za pokladnami vedla chodba do levého traktu budovy, kde byla dopravní a telegrafní kancelář, úřadovny c. k. pošty. V pravém traktu přízemí budovy byly umístěny čekárny I., II. a III. třídy. Vystavěny byly též vodní jeřáby beroucí vodu přímo z řeky Jihlavy či depo pro odstavení a opravu lokomotiv a vagonů v majetku Rakouské severozápadní dráhy. Ve vedlejších budovách vodárny byla kancelář traťmistra, kovárna, dále útulek traťových dělníků a sklad oleje.
Stanice Jihlava byla z rozhodnutí ÖNWB vztyčena ve svahu severně od centra města, tato vzdálená poloha byla tehdy hojně kritizována obyvateli i zástupci radnice města. Severojižně jí prochází trať původní ÖNWB z Německého (Havlíčkova) Brodu dále na Třebíč. Roku 1887 byla do Jihlavy přivedena nová trať státní Českomoravské transverzální dráhy  z Horní Cerekve a Veselí nad Lužnicí, na ní pod Královským vrškem vzniklo druhé nádraží, později nesoucí název Jihlava-město.
V letech 1890-1900 prošlo nádraží velkou rekonstrukcí a modernizací, aby dokázalo obsloužit rostoucí objemy, zejména nákladní, dopravy. Během dodatečných úprav táhnoucích se až do roku 1912 vznikly nakonec u nádraží nakládací rampa, vodárna, prádelna, sklep s ledem, přijímací budova, kasárna, kůlny s nákladem, rampa, skladiště petroleje, uhelná skluzavka, uhelný sklep, překladová hala, dílna, jídelna, remíza pro 20 lokomotiv, kůlny s uhlím, sklad dřeva, sklad materiálu, nádražní sklad, hospodářské kůlny, dřevěná nakládací rampa, úřednické a služební obytné budovy.
Od roku 1909 jezdila z centra k nádraží elektrická malodráha (tramvajová linka), poté, co dřevěný most přes řeku Jihlavu nahradila solidní secesní betonová stavba. Jízdní řád tramvají byl koordinován s odjezdy a příjezdy vlaků. Při této příležitosti byl do budovy stanice zaveden elektrický proud, kolejové vozy později nahradily trolejbusy. Po zestátnění ÖNWB v roce 1908 pak obsluhovaly stanici Císařsko-královské státní dráhy (kkStB) a též státní Českomoravská transverzální dráha, po roce 1918 pak správu obou tratí přebraly Československé státní dráhy.
Roku 1892 přijel na jihlavské nádraží (Iglau Nordwestbahnhof) kancléř Německého císařství Otto von Bismarck.
V roce 2020 bylo oznámeno, že roku 2022 by mělo dojít k velké rekonstrukci nádraží.

### Název
Od roku 1871 nesla stanice název Iglau (Jihlava), od roku 1888 Iglau Nordwestbahnhof (Jihlava severozápadní nádraží), ode dne 1. října 1921 potom Jihlava.